# (73192) 2002 JE3
(73192) 2002 JE3 – planetoida z pasa głównego asteroid okrążająca Słońce w ciągu 3,24 lat w średniej odległości 2,19 j.a. Odkryta 4 maja 2002 roku.